# 中馬祥子 (ラジオパーソナリティ)
中馬 祥子（ちゅうまん さちこ、7月4日-)は、福岡県出身のラジオパーソナリティ。オフィスキイワード所属。

## 来歴
九州大学法学部卒業。学生時代よりキャラクターショーのMCとして活動していたほか、福岡を拠点に活動する劇団ピロシキマンでは「羽山 ショー」の芸名で役者としても活動していた。
2012年9月にエフエム佐賀「有田まるごとラジオ!!」でラジオパーソナリティとして活動開始、1年後の2013年9月27日をもって番組を卒業した。
2014年にエフエム山口に入社。3年間の活動の後2017年3月をもって退社し、結婚に伴い上京。オフィスキイワードに所属し、フリーのラジオパーソナリティとしての活動を継続している。

## 出演

### 現在出演中の番組
- 「世田谷情報セレクト」ナビゲーター(エフエム世田谷)

### 過去の出演番組
- 有田まるごとラジオ！！（エフエム佐賀）

エフエム山口時代
- HARAPAN
- Ride on Music
- JOYOUS
- PURE Morning

フリー転向後
- ランチタイム・メロディー（福井放送）
- モーニング・メロディー（高知放送・西日本放送・山口放送）
- ヒーリング・メロディー（静岡放送）
- GOOD DAY（FM-FUJI・月曜担当）
- 3年C組 タモガミ先生!（CROSS FM）
- 「Samedi petit ciel」(エフエム世田谷)

### 舞台
- 場末感観
- かくれ星
- 現場にて
- マミー・ブルー（劇団ピロシキマン）

### 映画
- ソラリアビジョンであいましょう（堤真矢監督）
- バースト　あなたがくれたもの（佐藤孝匡監督） - オーディションの審査員役（声の出演）

### テレビ
- 「離婚しようよ」アナウンサー役（Netflix）[6]

### MC
- ディスプレイ産業フォーラム　セミナー
- ツーリズムEXPOジャパン2022九州ブース
- アニメ「神無き世界のカミサマ活動」声優・監督トークイベント
- 日本の魅力大発見フェス
- 国際物流総合展2023Phoxterブース
- ミューザ川崎YouTuberピアノイベント
- 食育健康フェス

- 熱中症対策フェス
- 田母神俊雄講演会
- やしろ優トークショー
- ディスプレス産業フォーラム
- ノースポートモールハロウィンパレード